# Irstead
Irstead – wieś w Anglii, w hrabstwie Norfolk, w dystrykcie North Norfolk. Leży 18 km na północny wschód od Norwich i 176 km na północny wschód od Londynu.